# Златна арена за најбољи филм
Златна арена за најбољи филм или Велика златна арена назив је највишег признања за филмско стваралаштво које се додељује на Фестивалу играног филма у Пули.

## О фестивалу и награди
Награда је уведена 1954. године, када је и одржано прво издање смотре, под именом Филмски фестивал. Потом је назван Фестивал југословенског филма и представљао је највишу годишњу смотру југословенске филмске индустрије, а истовремено и почетак филмске сезоне у земљи. Од 1961. године, званични назив је промењен у Фестивал југословенског играног филма у Пули. После распада Југославије и једногодишње паузе, 1992. године, фестивал је обновљен под називом Фестивал хрватског филма, као национална филмска смотра тек осамостаљене Хрватске. 2001. године, због слабе продуктивности домаће филмске индустрије, а ради ревитализације програма смотре, Фестивал је добио и међународни карактер.
Године 1954. није псотојао фестивалски оцењивачки суд, као ни засебне награде по избору критике и публике. Награда з анајбољи филм по избору критике додељена је филму Весна, Франтишека Чапа, а најграда з најбољи филм по избору публике додељена је филму Стојан Мутикаша, по режији и сценарију Феодора Ханжековића. Наредних година обе награде по избору критике и публике су биле паралелне са Златним аренама фестивалског оцењеивачког суда, па се награде из 1954. године обично не сматрају претходницама данашње Велике златне арене.
Године 1955. фестивалски оцењивачки суд уведен је по први пут и тада је награда службено названа Велика златна арена. У период у од 1957 до 1960. године фестивалски оцењивачки суд рангирао је три најбоља филма фестивала без поделе службених награда, а у периоду од 1961 до 1968. године Велика златна арена додељивана је за најбољи филм, заједно са другом наградон названом Велика сребрна арена и трећом наградом, Сребном ареном.
Од 1969 до 1980. године, трећа награда била је називана Велика бронзана арена.
| Година | Награда                                 | Филм                                    | Режисери)                               |                                         |
| ------ | --------------------------------------- | --------------------------------------- | --------------------------------------- | --------------------------------------- |
| 1955.  | 1                                       | Тренуци одлуке                          | Франтишек Чап                           |                                         |
| 1956.  | Велика златна арена није била додељена. | Велика златна арена није била додељена. | Велика златна арена није била додељена. | Велика златна арена није била додељена. |
| 1957.  | 1                                       | Поп Ћира и поп Спира                    | Соја Јовановић                          |                                         |
| 1957.  | 2                                       | Свога тела господар                     | Федор Ханженковић                       |                                         |
| 1957.  | 3                                       | Суботом увече                           | Владимир Погачић                        |                                         |
| 1958.  | 1                                       | Х-8                                     | Никола Танхофер                         |                                         |
| 1958.  | 2                                       | Цеста дуга годину дана                  | Ђузепе де Сантис                        |                                         |
| 1958.  | 3                                       | Кроз грање небо                         | Столе Јанковић                          |                                         |
| 1959.  | 1                                       | Влак без возног реда                    | Вељко Булајић                           |                                         |
| 1959.  | 2                                       | Три четвртине Сунца                     | Јоже Бабич                              |                                         |
| 1959.  | 3                                       | Пет минута раја                         | Игор Претнар                            |                                         |
| 1960.  | 1                                       | Девети круг                             | Франце Штиглиц                          |                                         |
| 1960.  | 2                                       | Рат                                     | Вељко Булајић                           |                                         |
| 1960.  | 3                                       | Три Ане                                 | Бранко Бауер                            |                                         |
| 1961.  | 1                                       | Балада о труби и облаку                 | Франце Штиглиц                          |                                         |
| 1961.  | 1                                       | Узаврели град                           | Вељко Булајић                           |                                         |
| 1961.  | 2                                       | Веселица                                | Јоже Бабич                              |                                         |
| 1961.  | 3                                       | Песма                                   | Радош Новаковић                         |                                         |
| 1962.  | 1                                       | Козара                                  | Вељко Булајић                           |                                         |
| 1962.  | 2                                       | Саша                                    | Раденко Остојић                         |                                         |
| 1962.  | 3                                       | Прекобројна                             | Бранко Бауер                            |                                         |
| 1963.  | 1                                       | Лицем у лице                            | Бранко Бауер                            |                                         |
| 1963.  | 2                                       | Радопоље                                | Столе Јанковић                          |                                         |
| 1963.  | 3                                       | Самоникли                               | Игор Пертнар                            |                                         |
| 1964.  | 1                                       | Службени положај                        | Фадил Хаџић                             |                                         |
| 1964.  | 2                                       | Марш на Дрину                           | Жика Митровић                           |                                         |
| 1964.  | 3                                       | Не плачи, Петре                         | Франце Штиглиц                          |                                         |
| 1965.  | 1                                       | Прометеј с отока Вишевице               | Ватрослав Мимица                        |                                         |
| 1965.  | 1                                       | Три                                     | Александар Петровић                     |                                         |
| 1965.  | 2                                       | Друга награда није додељена.            | Друга награда није додељена.            | Друга награда није додељена.            |
| 1965.  | 3                                       | Доћи и остати                           | Бранко Бауер                            |                                         |
| 1966.  | 1                                       | Понедељак или уторак                    | Ватрослав Мимица                        |                                         |
| 1966.  | 2                                       | Штићеник                                | Владан Слијепчевић                      |                                         |
| 1966.  | 2                                       | Рондо                                   | Звонимир Берковић                       |                                         |
| 1966.  | 3                                       | Сан                                     | Пуриша Ђорђевић                         |                                         |
| 1967.  | 1                                       | Скупљачи перја                          | Александар Петровић                     |                                         |
| 1967.  | 2                                       | Јутро                                   | Пуриша Ђорђевић                         |                                         |
| 1967.  | 3                                       | Бреза                                   | Анте Бабаја                             |                                         |
| 1967.  | 3                                       | На авионима од папира                   | Матјаж Клопчич                          |                                         |
| 1968.  | 1                                       | Кад будем мртав и бео                   | Живојин Павловић                        |                                         |
| 1968.  | 2                                       | Подне                                   | Пуриша Ђорђевић                         |                                         |
| 1968.  | 3                                       | Имам двије маме и два тате              | Крешимир Голик                          |                                         |
| 1969.  | 1                                       | Низводно од сунца                       | Федор Шкубоња                           |                                         |
| 1969.  | 2                                       | Догађај                                 | Ватрослав Мимица                        |                                         |
| 1969.  | 3                                       | Биће скоро пропаст света                | Александар Петровић                     |                                         |
| 1970.  | 1                                       | Лисице                                  | Крсто Папић                             |                                         |
| 1970.  | 2                                       | Бициклисти                              | Пуриша Ђорђевић                         |                                         |
| 1970.  | 3                                       | Бубе у глави                            | Милош Радивојевић                       |                                         |
| 1971.  | 1                                       | Црвено класје                           | Живојин Павловић                        |                                         |
| 1971.  | 2                                       | У гори расте зелен бор                  | Антун Врдољак                           |                                         |
| 1971.  | 3                                       | Опклада                                 | Здравко Рандић                          |                                         |
| 1972.  | 1                                       | Мајстор и Маргарита                     | Александар Петровић                     |                                         |
| 1972.  | 2                                       | Вук самотњак                            | Обрад Глупчевић                         |                                         |
| 1972.  | 3                                       | Како умрети                             | Миомир Мики Стаменковић                 |                                         |
| 1973.  | 1                                       | Сутјеска                                | Стипе Делић                             |                                         |
| 1973.  | 2                                       | Бомбаши                                 | Предраг Голубовић                       |                                         |
| 1973.  | 3                                       | Живјети од љубави                       | Крешимир Голик                          |                                         |
| 1974.  | 1                                       | Ужичка република                        | Жика Митровић                           |                                         |
| 1974.  | 2                                       | Дервиш и смрт                           | Здравко Велимировић                     |                                         |
| 1974.  | 3                                       | Црвени удар                             | Предраг Голубовић                       |                                         |
| 1975.  | 1                                       | Кућа                                    | Богдан Жижић                            |                                         |
| 1975.  | 2                                       | Зимовање у Јакобсфелду                  | Бранко Бауер                            |                                         |
| 1975.  | 3                                       | Прича о добрим људима                   | Франце Штиглиц                          |                                         |
| 1976.  | 1                                       | Идеалист                                | Игор Претнар                            |                                         |
| 1976.  | 2                                       | Најдужи пут                             | Бранко Гапо                             |                                         |
| 1976.  | 3                                       | Сељачка буна 1573.                      | Ватрослав Мимица                        |                                         |
| 1977.  | 1                                       | Не нагињи се ван                        | Богдан Жижић                            |                                         |
| 1977.  | 2                                       | Акција стадион                          | Душан Вукотић                           |                                         |
| 1977.  | 3                                       | Љубавни живот Будимира Трајковића       | Дејан Караклајић                        |                                         |
| 1978.  | 1                                       | Окупација у 26 слика                    | Лордан Зафрановић                       |                                         |
| 1978.  | 2                                       | Браво маестро                           | Рајко Грлић                             |                                         |
| 1978.  | 3                                       | Пас који је волео возове                | Горан Паскаљевић                        |                                         |
| 1979.  | 1                                       | Трофеј                                  | Карољ Вичек                             |                                         |
| 1979.  | 2                                       | Усијање                                 | Боро Драшковић                          |                                         |
| 1979.  | 3                                       | Земаљски дани теку                      | Горан Паскаљевић                        |                                         |
| 1980.  | 1                                       | Петријин венац                          | Срђан Карановић                         |                                         |
| 1980.  | 2                                       | Тајна Николе Тесле                      | Крсто Папић                             |                                         |
| 1980.  | 3                                       | Ко то тамо пева                         | Слободан Шијан                          |                                         |

Од 1981. године укините су друга и трећа награда за најбољи филм
| Година | Филм                   | Режисер                         |                       |
| ------ | ---------------------- | ------------------------------- | --------------------- |
| 1981.  | Пад Италије            | Лордан Зафрановић               |                       |
| 1982.  | Награда није додељена  | Награда није додељена           | Награда није додељена |
| 1983.  | Задах тела             | Живојин Павловић                |                       |
| 1984.  | Балкански шпијун       | Душан Ковачевић Божидар Николић |                       |
| 1985.  | Отац на службеном путу | Емир Кустурица                  |                       |
| 1986.  | Срећна нова ’49.       | Столе Попов                     |                       |
| 1987.  | Већ виђено             | Горан Марковић                  |                       |
| 1988.  | Живот са стрицем       | Крсто Папић                     |                       |
| 1989.  | Сабирни центар         | Горан Марковић                  |                       |
| 1990.  | Глуви барут            | Бахрудин Ченгић                 |                       |

Због распада СФРЈ, фестивал није био одржан 1991. године. Године 1992. поново је покренут под именом Филмски фестивал у Пули, док се пре рата звао Фестивал југословенског играног филма. Од 1992. године категорија награда и њихова имена нису промењене, али је селекција на избору за најбољи филм сужена само на хрватске филмове. Број филмова на фестивалу знатно је пао, што је довело чак и до отказивања церемоније награда 1994. године, јер је само један хрватски филм био продуциран у претходних 12 месеци.
| Година | Филм                                   | Режисери                          |                                   |
| ------ | -------------------------------------- | --------------------------------- | --------------------------------- |
| 1991.  | Фестивал је био отказан                | Фестивал је био отказан           | Фестивал је био отказан           |
| 1992.  | Прича из Хрватске                      | Крсто Папић                       |                                   |
| 1993.  | Контеса Дора                           | Звонимир Берковић                 |                                   |
| 1994.  | Програм доделе награда је отказан      | Програм доделе награда је отказан | Програм доделе награда је отказан |
| 1995.  | Испрани                                | Зринко Огреста                    |                                   |
| 1996.  | Како је почео рат на мом отоку         | Винко Брешан                      |                                   |
| 1997.  | Мондо Бобо                             | Горан Рушиновић                   |                                   |
| 1998.  | Кад мртви запјевају                    | Крсто Папић                       |                                   |
| 1999.  | Богородица                             | Невен Хитрец                      |                                   |
| 2000.  | Маршал                                 | Винко Брешан                      |                                   |
| 2001.  | Полагана предаја                       | Бруно Гамулин                     |                                   |
| 2002.  | Фине мртве дјевојке                    | Далибор Матанић                   |                                   |
| 2003.  | Ту                                     | Зринко Огреста                    |                                   |
| 2004.  | Дуга мрачна ноћ                        | Антун Врдољак                     |                                   |
| 2005.  | Што је Ива снимила 21. листопада 2003. | Томислав Радић                    |                                   |
| 2006.  | Све џаба                               | Антонио Нуић                      |                                   |
| 2007.  | Живи и мртви                           | Кристијан Милић                   |                                   |
| 2008.  | Ничији син                             | Арсен Антон Остојић               |                                   |
| 2009.  | Метастазе                              | Бранко Шмит                       |                                   |
| 2010.  | Нека остане међу нама                  | Рајко Грлић                       |                                   |
| 2011.  | Котловина                              | Томислав Радић                    |                                   |
| 2012.  | Писмо ћаћи                             | Дамир Чучић                       |                                   |
| 2013.  | Одбрана и заштита                      | Бобо Јелчић                       |                                   |
| 2014.  | Број 55                                | Кристијан Милић                   |                                   |
| 2015.  | Звиздан                                | Далибор Матанић                   |                                   |
| 2016.  | С оне стране                           | Зринко Огреста                    |                                   |
| 2017.  | Кратки излет                           | Игор Бежиновић                    |                                   |
| 2018.  | Мали                                   | Антонио Нуић                      |                                   |
| 2019.  | Дневник Диане Будисављевић             | Дана Будисављевић                 |                                   |